# بيترو منيا
بيترو منيا (بالإيطالية: Pietro Mennea)‏ مواليد 28 يونيو 1952 في بارليتا، بوليا، إيطاليا - الوفاة 21 مارس 2013 في روما، هو عداء إيطالي متخصص في الجري السريع. أفضل رقم شخصي له هو 10.01 (100 م) وكان الرقم القياسي الأوروبي آنذاك. مثل بلاده في الأولمبياد وحصل على الميدالية الذهبية والميدالية البرونزية.

## الميداليات
| الميدالية | المسابقة                                    |
| --------- | ------------------------------------------- |
| ذهبية     | الألعاب الأولمبية الصيفية 1980              |
| برونزية   | الألعاب الأولمبية الصيفية 1972              |
| برونزية   | الألعاب الأولمبية الصيفية 1980              |
| فضية      | بطولة العالم لألعاب القوى 1983              |
| برونزية   | بطولة العالم لألعاب القوى 1983              |
| ذهبية     | بطولة أوروبا لألعاب القوى 1974              |
| ذهبية     | بطولة أوروبا لألعاب القوى 1978              |
| ذهبية     | بطولة أوروبا لألعاب القوى 1978              |
| فضية      | بطولة أوروبا لألعاب القوى 1974              |
| فضية      | بطولة أوروبا لألعاب القوى 1974              |
| برونزية   | بطولة أوروبا لألعاب القوى 1971              |
| ذهبية     | بطولة أوروبا لألعاب القوى داخل الصالات 1978 |
| ذهبية     | الألعاب الجامعية الصيفية 1973               |
| ذهبية     | الألعاب الجامعية الصيفية 1975               |
| ذهبية     | الألعاب الجامعية الصيفية 1975               |
| ذهبية     | الألعاب الجامعية الصيفية 1979               |
| ذهبية     | الألعاب الجامعية الصيفية 1979               |
| برونزية   | الألعاب الجامعية الصيفية 1973               |
| برونزية   | الألعاب الجامعية الصيفية 1973               |
| ذهبية     | ألعاب البحر الأبيض المتوسط 1971             |
| ذهبية     | ألعاب البحر الأبيض المتوسط 1975             |
| ذهبية     | ألعاب البحر الأبيض المتوسط 1975             |
| ذهبية     | ألعاب البحر الأبيض المتوسط 1979             |
| ذهبية     | ألعاب البحر الأبيض المتوسط 1979             |
| ذهبية     | ألعاب البحر الأبيض المتوسط 1983             |

## روابط خارجية
- بيترو منيا على موقع الاتحاد الدولي لألعاب القوى (الإنجليزية)
- بيترو منيا على موقع الاتحاد الإيطالي لألعاب القوى (الإيطالية)
- بيترو منيا على موقع اللجنة الأولمبية الدولية (الإنجليزية)
- بيترو منيا على موقع أوليمبيديا (الإنجليزية)
- بيترو منيا على موقع اللجنة الأولمبية الإيطالية (الإيطالية)
- بيترو منيا على موقع CONI honoured athlete website (الإيطالية)